# Baretembleem
Het baretembleem is een embleem dat op de baret wordt gedragen ter onderscheiding van rang, wapen of dienstvak.
Baretemblemen worden in vele landen gebruikt. In België spreekt men van een “mutskenteken”, in het Engels worden ze cap-badge of beret badge genoemd, in het Duits Barettabzeichen en in het Frans insigne de béret.
Baretemblemen kunnen gestanst worden uit bv messing, maar ook wel gegoten van materialen zoals koper of (geanodiseerd) aluminium ('stay-brite'). Ook bestaan er kunststof baretemblemen en emblemen van textiel. Emblemen bestaan uit één stuk, of is samengesteld uit verschillende delen, bv een goudkleurig en een zilverkleurig deel. Emblemen kunnen bv. gekleurd worden met verfstoffen, door emailleren of door bv. galvanisch verchromen, verkoperen, vergulden of verzilveren.

## Koninklijke Landmacht

### Algemeen
De meeste naoorlogse baretemblemen van de Koninklijke Landmacht (KL) zijn ontworpen door F.J.H.Th. (Frans) Smits (1915-2006) van het Kabinet van de Minister van Oorlog/Defensie en de toenmalige kapitein der genie H.J.J.M. Lohmeijer, lid van de toenmalige uniformcommissie KL.:p14 Als basis van het ontwerp is een gestileerde W gekozen, verwijzend naar de toenmalige koningin Wilhelmina. De zo ontstane W-vorm met horizontale spiegeling die hierdoor ontstond werd de basis voor alle Nederlandse baretemblemen. De uiteindelijke vorm gaf het visuele beeld van een gesp en daarom worden deze emblemen ook wel aangeduid als baretgesp.
De eerste emblemen werden in 1946 gemaakt van het messing van Britse granaathulzen die waren achtergebleven in Zuid-Nederland na gevechten aan het eind van de Tweede Wereldoorlog.:p15
In Legerorder nr.  57 van 1947 werden de afmetingen van het baretembleem vastgelegd, te weten 4,8 cm x 6 cm:p7
In overeenstemming met vooroorlogse traditie dragen de cavalerie, militaire administratie, marechaussee en aalmoezeniers een zilverkleurig embleem, evenals tandartsen en apothekers toen die nog een eigen baretembleem droegen. De overige emblemen zijn goudkleurig.:p9
De Nederlandse baretemblemen van KL en KM worden uit messing gestanst. Tegenwoordig worden ze voorzien van een laklaag, waardoor ze niet gepoetst hoeven te worden en blijven glanzen. Oudere emblemen hebben geen laklaag en moeten gepoetst worden. De baretemblemen van de KLu zijn van textiel. Die van de KMar zijn meerkleurig geverfd en gelakt.

### Gekleurde achtergrond
Het baretembleem wordt gedragen op een rechthoekige achtergrond van laken, soms fluweel (officieren). Dit achtergrondje wordt ook wel ondergrondje genoemd. De achtergrond heeft een grootte van 4,8 cm x 7 cm:p8 met de kleur van het wapen of dienstvak. Wanneer een wapen, dienstvak of korps een dubbele wapenkleur heeft dan heeft de ondergrond een bies van ±2mm aan beide zijden.:p9 Ook andere landen komen gekleurde achtergrondjes voor. In het Engels worden ze “patch” of “beret-flash’ genoemd.

#### Uitzonderingen
- Het Korps Mobiele Colonnes droeg oorspronkelijk een kleiner model embleem (embleem: 4 cm x 5 cm; achtergrondje: 4 cm x 6 cm) op een veldmuts.
- Het achtergrondje van het Regiment Huzaren van Boreel heeft een afwijkende vorm en formaat: het zogenaamde zwaluwstaartje of ‘ingeknipte’ ondergrondje van 4,8 cm x 9,3 cm. De gevorkte vorm is afgeleid van de gevorkte lansvaantjes die aan de lansen van lansiers zaten (het Regiment Huzaren van Boreel stamt o.a. af van enkele lansiersregimenten).[6]
- Sinds 1950 dragen militairen van het Korps Rijdende Artillerie geen baret maar een kwartiermuts. Op de kwartiermuts is het artillerie embleem geborduurd.
- In Nieuw-Guinea droegen militairen van het 6e Bataljon Infanterie (Regiment Infanterie Oranje Gelderland) van 1960 t/m 1963 een tropenhoed. Het baretembleem met ondergrond werd op het midden van de opgeslagen linkerrand van de tropenhoed bevestigd.[7]
- Bij schoolcompagnies van de gardebataljons droegen de militairen in opleiding een rode achtergrond en mochten ze pas na hun opleiding de wapenkleuren dragen.[8]
- Personeel van de binationale staf en de legerkorpstroepen van het Eerste Duits-Nederlandse Legerkorps (1 (GE/NL) Corps) draagt een baretembleem dat afwijkt van de overige Nederlandse en Duitse baretemblemen. Het embleem wordt gedragen zonder achtergrond.
- Bij Luchtmobiele Brigade wordt het embleem op de rode baret zonder achtergrondje gedragen.
- Bij inzet in internationaal verband wordt soms een baretembleem gedragen van een intergouvernementele organisatie (bv. VN, WEU, OVSE) of internationale organisatie (bv. MFO Sinaï), meestal zonder achtergrondje

### Tactische omstandigheden
Wanneer de baret wordt gedragen onder ”tactische omstandigheden” (operationele inzet tijdens oefeningen of gevechtssituaties) worden het embleem en het achtergrondje niet gedragen, omdat ze door kleur en glans eventuele camouflage teniet kunnen doen.

### Overzicht baretemblemen KL
Vanaf 1946 zijn de onderstaande baretemblemen bij de Koninklijke Landmacht in gebruik (geweest). De jaartallen tussen haakjes geven aan wanneer de emblemen zijn gedragen:
- “(1946)” : ingevoerd in 1946, nog steeds gedragen
- “(1946-1950)” : ingevoerd in 1946, gedragen tot en met 1950.

#### Staf
|                           |                        |                             |
| Generale Staf (1946-1976) | Technische Staf (1955) | Intendance Staf (1946-1973) |

#### Opleidingen
|                                                    |                                       |                                     |                                                                |
| Indisch Instructie Bataljon (1946-1949)            | Koninklijke Militaire Academie (1948) | Koninklijke Militaire School (1962) | Opleidingscentrum Officieren van Speciale Diensten (1976-1996) |
|                                                    |                                       |                                     |                                                                |
| Opleidingscentrum Initiële Opleidingen (2002-2013) | LO/Sportorganisatie (2004)            |                                     |                                                                |

#### Infanterie
|                              |                                                 |                                        |                                           |
| Garde Grenadiers (1946)      | Garde Jagers (1946)                             | Garde Fuseliers ‘Prinses Irene’ (1946) | Stoottroepen ‘Prins Bernhard’ (1946)      |
|                              |                                                 |                                        |                                           |
| Van Heutsz (1951)            | Prins Johan Willem Friso (1953-1992,1999-heden) | Chassé (1953-1995)                     | Oranje Gelderland (1953-1994, 2006-heden) |
|                              |                                                 |                                        |                                           |
| Korps Commandotroepen (1950) | Korps Nationale Reserve (1948-1982)             | Korps Nationale Reserve (1982)         | Infanterie - Algemeen (1946)              |
|                              |                                                 |                                        |                                           |
| Limburgse Jagers (1951)      | Menno van Coehoorn (1953-1997)                  |                                        |                                           |

#### Cavalerie
|                                      |                                         |                                     |                                 |
| Cavalerie - Algemeen (1966)          | Huzaren van Boreel (1946)               | Huzaren Prins Alexander (1951-2005) | Huzaren van Sytzama (1952-2012) |
|                                      |                                         |                                     |                                 |
| Huzaren Prins van Oranje (1979-2012) | Huzaren Prinses Catharina-Amalia (2020) |                                     |                                 |

#### Artillerie
|                                                              |                            |                                     |                                 |
| Veldartillerie (1946)                                        | Luchtdoelartillerie (1946) | Pantserafweerartillerie (1946-1950) | Rijdende artillerie (1946-1950) |
|                                                              |                            |                                     |                                 |
| Rijdende artillerie (geborduurd embleem kwartiermuts) (1950) |                            |                                     |                                 |

#### Genie
|              |                                           |                                         |                                                             |
| Genie (1946) | Pontonniers (1946-1963,jaren ‘90 – heden) | Pioniers (1946-1963, jaren ‘90 – heden) | Opzichter van fortificatiën (bij de Dienst DGW&T/DVD)(1946) |

#### Verbindingsdienst
|                               |                          |
| Verbindingsdienst (1946-1949) | Verbindingsdienst (1949) |

#### Informatiemanoeuvre
|                                                         |                                                         |
| Korps Communicatie & Engagement 'Prinses Ariane' (2020) | Korps Inlichtingen & Veiligheid 'Prinses Alexia' (2020) |

#### Overige korpsen
|                                                        |                                        |                                                                                             |                                                  |
| Verplegingstroepen (1946-1951)                         | Regiment Uitrustingtroepen (1946-1951) | Aan- en afvoer troepen (1946-2000)                                                          | Intendance (1946-2000)                           |
|                                                        |                                        |                                                                                             |                                                  |
| Bevoorrading en Transport (2000)                       | Militaire administratie (1946-2001)    | Militaire administratie (2001-2010)                                                         | Militaire administratie (2010)                   |
|                                                        |                                        |                                                                                             |                                                  |
| Technische Dienst (1946-2001, 2010)                    | Technische Dienst (2001-2010)          | Officieren van Gezondheid (1946-1951)                                                       | Tandartsen en Apothekers (1946-1951)             |
|                                                        |                                        |                                                                                             |                                                  |
| Geneeskundige Troepen (geëmailleerd) (1946-1951)       | Geneeskundige Dienst (1951-2001, 2010) | Geneeskundige Dienst (2001-2010)                                                            | Militaire Juridische Dienst (1950)               |
|                                                        |                                        |                                                                                             |                                                  |
| Militair Psychologische en Sociologische Dienst (1973) | MILVA (1948-1982)                      | Koninklijke Marechaussee (1946-1998), in 1998 een zelfstandig krijgsmachtonderdeel geworden | Bewakingskorps Koninklijke Landmacht (1952-1955) |
|                                                        |                                        |                                                                                             |                                                  |
| Officieren van Speciale Diensten (1953-1963)           | Korps Mobiele Colonnes (1955-1993)     | Veldmuts embleem Korps Mobiele Colonnes (1948-1953)                                         | Studentenweerbaarheid (?)                        |

#### Geestelijke verzorging
|                       |                     |                                              |                              |
| Legerpredikant (1946) | Aalmoezenier (1946) | Rabbijn (1948)                               | Humanistisch Raadsman (1964) |
|                       |                     |                                              |                              |
| Pandit (2003)         | Imam (2009)         | Boeddhistische geestelijke verzorging (2020) |                              |

## Koninklijke Marechaussee
De Koninklijke Marechaussee was tot 1998 onderdeel van de Koninklijke Landmacht (KL) en droeg tussen 1946 en 1998 een donkerblauwe baret met een zilverkleurig baretembleem op blauwe ondergrond in de stijl van de KL: een gestileerde 'W' met daarop het wapen van de KMar, de springende granaat.
In 1998 werd de Koninklijke Marechaussee een zelfstandig krijgsmachtonderdeel met een nassau-blauwe baret met eigen baretembleem op een zwarte, op de baret vastgenaaide ondergrond. Door middel van de lauwerkrans rond de springende granaat wordt er onderscheid gemaakt tussen rangen en standen. Geen lauwerkrans: manschappen, halve lauwerkrans: onderofficieren, volledige lauwerkrans: officieren.

### Overzicht baretemblemen KMar
|                           | KNIL Militaire Politie                               |                      |                           |                         |
| KMar algemeen (1946-1998) | Korps Militaire Politie Nederlands-Indië (1946-1951) | KMar Officier (1998) | KMar Onderofficier (1998) | KMar Manschappen (1998) |

## Internationale samenwerking en inzet
|                                        |                                                              |                               |                        |
| VN-vredesmacht (lichtblauwe baret)     | MFO Sinaï (embleem kan ook in stof) (steenrode baret) (1982) | OVSE/OSCE (mosterdgele baret) | 1 (GE/NL) Corps (1995) |
|                                        |                                                              |                               |                        |
| (WEU) (Nassaublauwe baret) (1989-2011) | Eurogendfor (Europees blauwe baret) (2005)                   |                               |                        |